# Mirador de Rataquenua

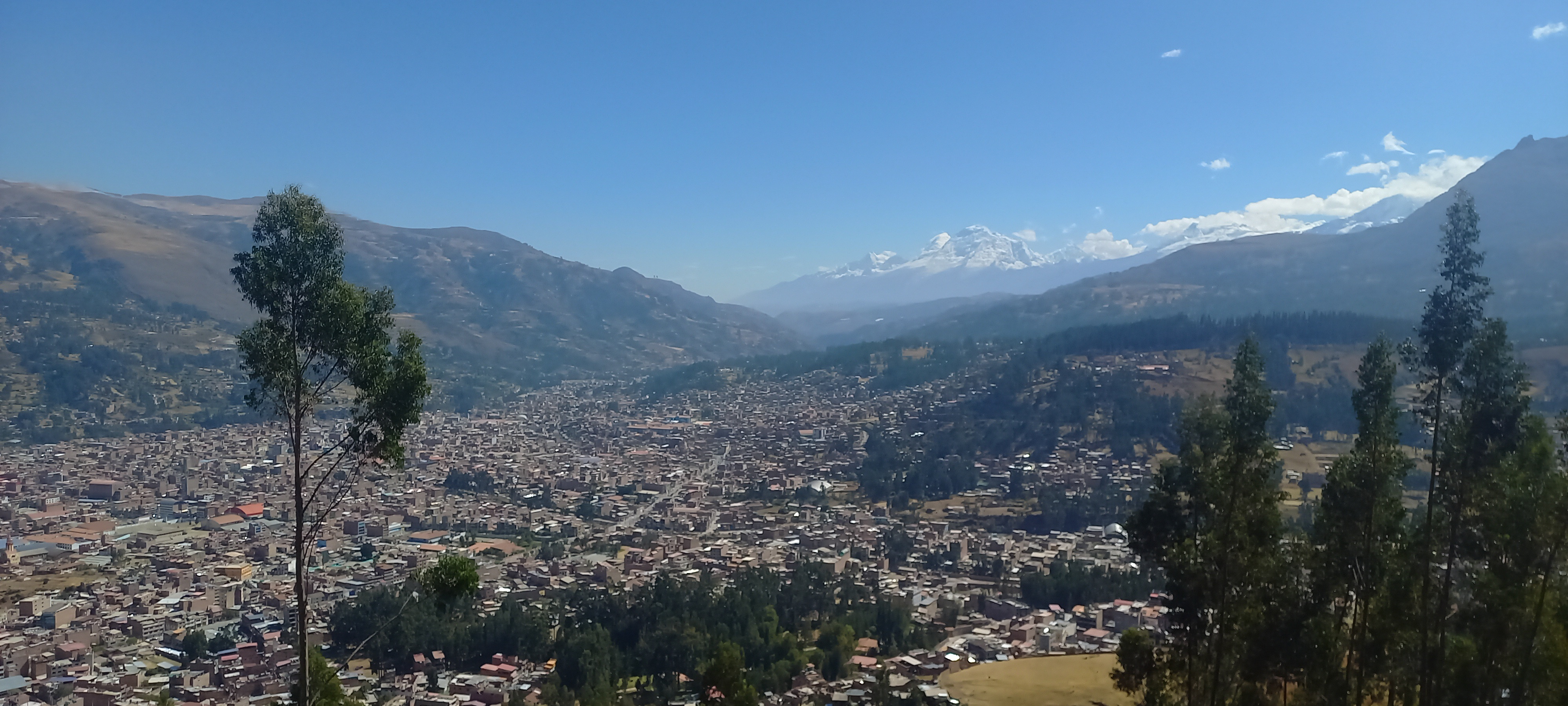
Vista de la ciudad de Huaraz desde el mirador de Rataquenua, se pueden observar los nevados Huandoy, Huascarán, Chopicalqui, Hualcán y Copa.

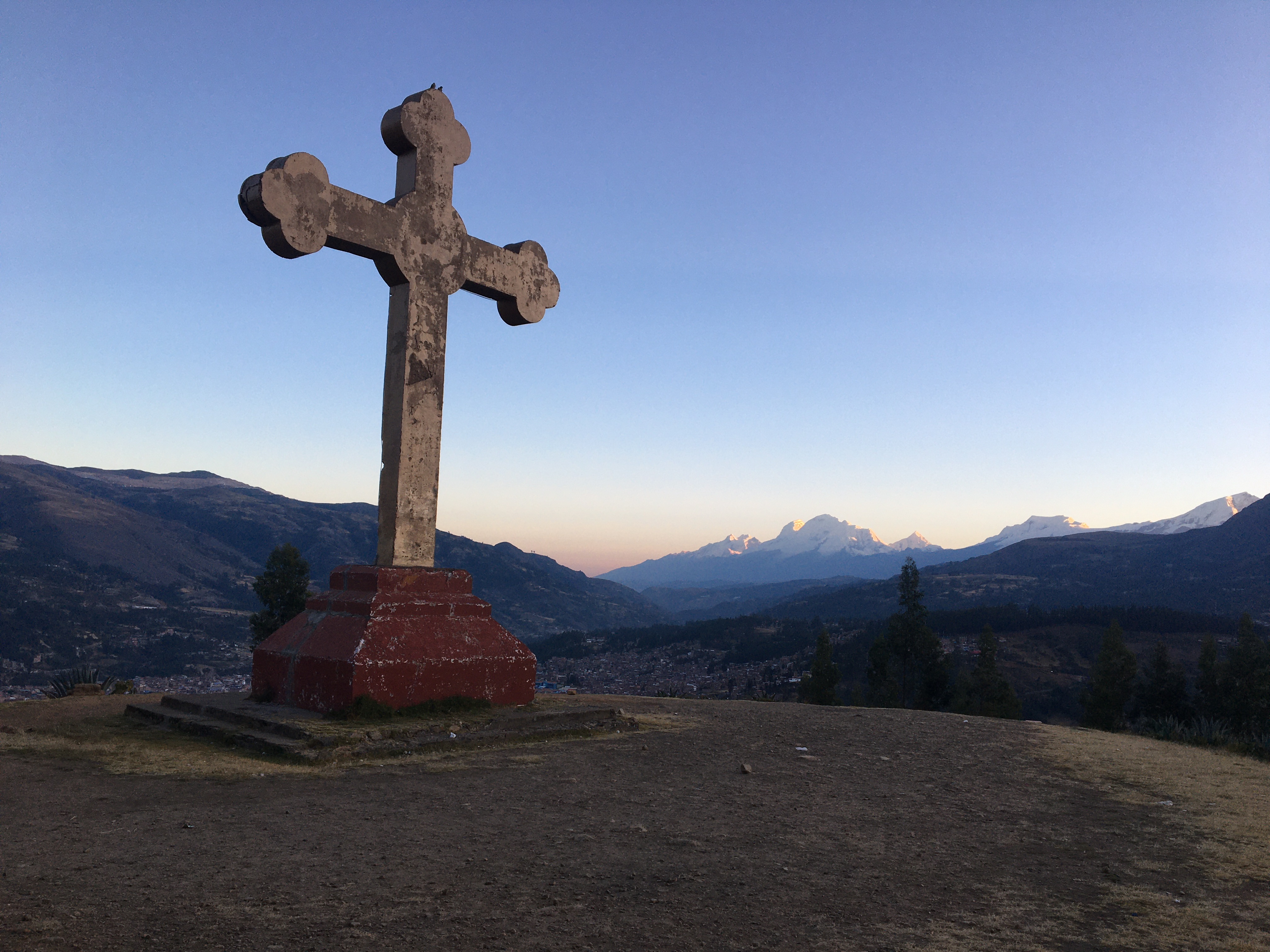
Cruz de Rataquenua, al fondo el Huascarán

El mirador de Rataquenua es un mirador natural situado en el cerro del mismo nombre desde donde se puede observar la ciudad de Huaraz y parte de los nevados de la Cordillera Blanca en Perú. Se encuentra en el lado sureste de la ciudad, en el distrito de Huaraz, provincia de Huaraz de la región Áncash. Se encuentra a una altitud de 3314 m s. n. m. Desde el mirador se pueden observar nevados como, desde la izquierda hacia la derecha mirando hacia el norte, el Huandoy, Huascarán, Chopicalqui, Hualcán, Copa, Vallunaraju, Rima Rima, Churup y Huantsán. También es posible el tajo abierto de la mina Pierina de Barrick sobre la Cordillera Negra.
Es posible acceder en un automóvil a través de una trocha carrozable o caminando desde el cementerio de Huaraz. Se pueden realizar actividades de fotografía, observación de flora y fauna, bicicleta de montaña, y senderismo. Es un buen lugar para ir a aclimatarse antes de hacer rutas más complejas.
El estado de conservación no es muy bueno, si bien se realizan jornadas de limpieza, existen focos de basura y desmonte constructivo que deja la población local principalmente.

## Cruz de Rataquenua
Aparte del gran valor paisajístico que posee el mirador, tiene un significado religioso, debido a que es visitado por muchos pobladores de Huaraz en las peregrinaciones que se realizan el 13 de mayo de cada año a la Cruz de Rataquenua, que se encuentra en la parte noroeste del cerro. Marcos Yauri Montero afirmó que Rataquenua era «un apu temido, en cuya cima había pacarinas: dos manantiales hoy desaparecidos».

## Ecología
El hábitat de la zona es de matorral andino en donde crecen bosques sembrados de eucaliptos. Es posible avistar aves como Incaspiza personata, Anairetes flavirostris, Lebia nuna, Polyonymus caroli, Systellura longirostris, Metallura phoebe, Asthenes pudibunda, y Craniolecuca baroni, entre otros.